# Stephen Stills Live
Stephen Stills Live är ett livealbum av Stephen Stills inspelat i mars 1974 på The Auditorium Theatre i Chicago och utgivet i december året därpå. Den första delen av albumet är elektrisk och den följande akustisk.

## Låtlista

### A: Elektrisk sida
1. "Wooden Ships" (Crosby/Kantner/Stills) - 6:32
2. "Four Days Gone" (Stephen Stills) - 3:55
3. "Jet Set (Sigh)" (Stephen Stills) including "Rocky Mountain Way" (Grace/Passarelli/Vitale/Walsh) - 5:26
4. "Special Care" (Stephen Stills) - 3:35

### B: Akustisk sida
1. "Change Partners" (Stephen Stills) - 2:53
2. "Crossroads/You Can't Catch Me" (Robert Johnson/Chuck Berry) - 4:41
3. "Everybody's Talkin' at Me" (Fred Neil) - 2:42
4. "4 + 20" (Stephen Stills) - 2:27
5. "Word Game" (Stephen Stills) - 4:07

## Medverkande
- Stephen Stills - gitarr, sång
- Jerry Aiello - keyboard
- Donnie Dacus - gitarr, sång
- Russ Kunkel - trummor
- Joe Lala - percussion
- Kenny Passarelli - bas, sång